# Burg Windsbach
Die Burg Windsbach ist eine abgegangene mittelalterliche Burg anstelle des heutigen Stadtturms nahe der Burggasse in Windsbach im mittelfränkischen Landkreis Ansbach in Bayern.

## Geschichte
Ein Ortsadelsgeschlecht von Windsbach wird erstmals 1130 als Ministeriale der Grafen von Horburg belegt. Die vermutlich im 12. Jahrhundert erbaute Burg wurde 1253 zum ersten Mal erwähnt. Sie wird als Ausstellungsort einer Urkunde von Albrecht Rindsmaul von Grünberg angegeben. Die Burg ging ursprünglich von den Grafen von Oettingen zu Lehen, diese traten aber einen Teil davon an die Herren von Dornberg und den Rest 1281 an die Nürnberger Burggrafen ab. 1292 wurde auch der Anteil der Herren von Dornberg an Burg und Stadt an die Burggrafen veräußert. In der Folgezeit verpfändeten die Burggrafen das Amt, bis sie es ab dem Beginn des 15. Jhs. nur noch als Lehen vergaben. 1413 erhielt Hans von Heldburg vom Nürnberger Burggrafen die Windsbacher Burg als Lehen, 1441 war sie in der Hand von dessen Schwiegersohn Wolf von Thann. Im ersten Markgrafenkrieg wurde die Burg 1449/50 zerstört. Nach der Zerstörung der Burg blieb das Areal offenbar ungenutzt, bis 1736/37 ein „Schlösschen“ genannter Neubau erfolgte.

## Beschreibung
Der einzige erhaltene Überrest der Burg ist der heutige Windsbacher Stadtturm, der ehemalige Bergfried der Anlage. Die unteren Geschosse des quadratischen Turmes aus Quadermauerwerk stammen wohl noch aus dem 13. Jahrhundert, die Obergeschosse aus verputztem Fachwerk aus dem 17./18. Jahrhundert.